# Jan Bosman
Johannes Wilhelmus „Jan” Bosman (ur. 27 listopada 1945 w Amsterdamie, zm. 28 września 1992 tamże) – holenderski judoka. Olimpijczyk z Monachium 1972, gdzie zajął jedenaste miejsce w wadze półciężkiej.
Siódmy na mistrzostwach świata w 1975. Wicemistrz Europy w 1972 roku.

## Letnie Igrzyska Olimpijskie 1972
| Konkurencja | Rundy eliminacyjne      | Rundy eliminacyjne      | Rundy eliminacyjne   | Klas. końcowa |
| Konkurencja | Przeciwnik I            | Przeciwnik II           | 1/4                  | Miejsce       |
| ----------- | ----------------------- | ----------------------- | -------------------- | ------------- |
| 93 kg       | Antoine Chidiac (LIB) Z | Fernando García (PHI) Z | Jimmy Wooley (USA) P | 11.           |